# پخش آنلاین پارامونت
پارامونت استریمینگ (به انگلیسی: Paramount Streaming) (که پیش‌تر با نام‌های رسانه دیجیتال سی‌بی‌اس، سی‌بی‌اس اینتراکتیو و ویاکام‌سی‌بی‌اس استریمینگ شناخته می‌شد) یکی از زیرمجموعه‌های شرکت پارامونت گلوبال است که بر فناوری پخش ویدئویی و خدمات مستقیم به مصرف‌کننده این شرکت نظارت دارد؛ از جمله پلتفرم‌هایی مانند Pluto TV و پارامونت پلاس این بخش در سال ۲۰۰۵ تأسیس شد و تام رایان رئیس و مدیرعامل آن است.